# Delegação Económica e Comercial de Macau, em Lisboa
A Delegação Económica e Comercial de Macau, em Lisboa (DECM (UE, Lisboa)) (em chinês: 澳門駐里斯本經濟貿易辦事處), é um serviço público da Região Administrativa Especial de Macau, que responsável pela promoção da representação de interesses sectoriais de Macau em Portugal.

## História
O antecessor da Delegação Económica e Comercial de Macau, em Lisboa, é a Missão de Macau em Lisboa que foi criada em 28 de Março de 1988. Em 23 de Outubro de 2000, nos termos do Regulamento Administrativo n.º 37/2000, a designação da Missão de Macau em Lisboa é alterada para a Delegação Económica e Comercial de Macau, em Lisboa, a qual funciona na directa dependência do Chefe do Executivo.

## Legislação Orgânica
- Regulamento Administrativo n.º 37/2000[2]
  - Altera a designação e a orgânica da Missão de Macau em Lisboa.

- Regulamento Administrativo n.º 8/2007[3]
  - Altera a designação, o regime de pessoal e o logotipo da Delegação Económica e Comercial de Macau – China, em Portugal

- Despacho do Chefe do Executivo n.º 125/2007[4]
  - Designa a constituição dos órgãos da Delegação Económica e Comercial de Macau, em Lisboa.

- Despacho do Chefe do Executivo n.º 161/2019[5]
  - Altera o n.º 3 do Despacho do Chefe do Executivo n.º 125/2007.

## Atribuições
São atribuições da Delegação Económica e Comercial de Macau, em Lisboa :
- A contribuição para o estreitamento dos laços existentes entre a RAEM e Portugal;
- A defesa dos interesses da RAEM em Portugal, bem como a promoção dos interesses económicos e comerciais da RAEM junto dos organismos, empresas e entidades públicas ou privadas portuguesas ou sediadas em Portugal;
- A divulgação das realidades sociais e culturais da RAEM em Portugal e o desenvolvimento do intercâmbio turístico e cultural entre ambos, em especial a promoção da RAEM como destino turístico no mercado português;
- O apoio à formação de quadros de origem local em Portugal e a colaboração com organismos públicos ou privados portugueses na formação de quadros de origem local a realizar na RAEM;
- O apoio aos funcionários públicos da RAEM e às entidades públicas ou privadas da ou com interesses na RAEM;
- O apoio nas áreas logísticas e de documentação ao Governo da RAEM.

## Composição
A Delegação Económica e Comercial de Macau, em Lisboa é constituída pelos seguintes órgãos:
- O Chefe da Delegação, coadjuvado por um adjunto;
- O Conselho Administrativo.